# Моряков, Пётр Фадеевич
Пётр Фадеевич Моряков (1914—2018) — советский журналист и поэт.
Член Союзов писателей и Союза журналистов России.

## Биография
Родился 25 января 1914 года в селе Улановка Российской империи, позже — Анжеро-Судженского, ныне Яйского района Кемеровской области.
Во время Великой Отечественной войны служил в Забайкальском погранотряде, был военным корреспондентом в газете «Красноармейская звезда» (в дальнейшем «Советский воин»), где вёл раздел «Изучай боевой опыт фронта!». Закончил литературный факультет Томского педагогического института (ныне Томский государственный педагогический университет).
После войны работал корреспондентом областного радио в Новосибирске с 1957 по 1974 год. Писал стихи, публиковался в журналах «Сибирские огни», «Новосибирск», альманахе «Синильга». Автор поэтических и очерковых книг «А жизнь идет» (2005), «Гроздь рябины» (2008), «Жизнь с пером и микрофоном» (2008), «Что было — то было» (2009) и других.
Был руководителем Литературной гостиной при Совете ветеранов Новосибирской журналистской организации, кавалер Золотого почётного знака «Достояние Сибири» (2007).
Умер 20 октября 2018 года в Новосибирске, где и похоронен.